# 春港办事处
春港办事处是位于中华人民共和国湖北省黄冈市黄梅县的一个类似乡级单位，隶属于龙感湖管理区。

## 行政区划
2013年时，在国家统计局网站中，春港办事处收录为黄梅县下辖的行政区。2014年后，未有收录。下辖以下行政区：
闸北生产队村、百茂湖生产队村、上马铺生产队村、清风港生产队村、杨柳湖生产队村、百茂新村和水产队村。